# Cmentarz żydowski w Rakoniewicach
Cmentarz żydowski w Rakoniewicach – kirkut społeczności żydowskiej niegdyś zamieszkującej Rakoniewice. Nie wiadomo kiedy dokładnie został założony. Został zniszczony i obecnie brak na nim nagrobków. Znajdował się na północny wschód od miasta.